# George G. Higgins
Monsignor George Gilmary Higgins (ur. 21 stycznia 1916, zm. 1 maja 2002) – amerykański działacz ruchu robotniczego, znany potocznie jako „labor priest” (ksiądz robotników). Higgins stanowił istotne zaplecze poparcia  kościoła rzymskokatolickiego dla Cesara Chaveza i jego ruchu związkowego.

## Biografia
George G. Higgins wychowywał się w Chicago, w stanie Illinois, gdzie uczęszczał do Archbishop Quigley Preparatory Seminary oraz studiował na University of Saint Mary of the Lake. Studiował tam pod nadzorem wizjonerskiego rektora Monsignora Reynolda Henry’ego Hillenbranda.
Higgins wykładał na Katolickim Uniwersytecie Ameryki, pełniąc funkcję przewodniczącego społecznej rady nadzorczej United Auto Workers oraz prezesa zarządu Funduszu United Farm Workers Martina Luthera Kinga, Jr.
Był autorem  wielu prac dotyczących sprawiedliwości dla pracowników w świetle katolickiej nauki społecznej.
Prezydent Stanów Zjednoczonych Bill Clinton odznaczył Higginsa Medalem Wolności w sierpniu 2000 r., co było uznaniem jego działalności jako zwolennika ruchu robotniczego i sprawiedliwości społecznej. W 2000 r. Higginsowi przyznano Nagrodę Pacem in Terris, która bierze swoją nazwę od encykliki papieża Jana XXIII z 1963 r..
Higgins zmarł w La Grange, w Illinois 1 maja 2002 r.
Dokumenty George’a Gilmary’ego Higginsa są przechowywane w American Catholic History Research Center oraz w Archiwach Uniwersyteckich Katolickiego Uniwersytetu Ameryki w Waszyngtonie, D.C.